# Драмбуи

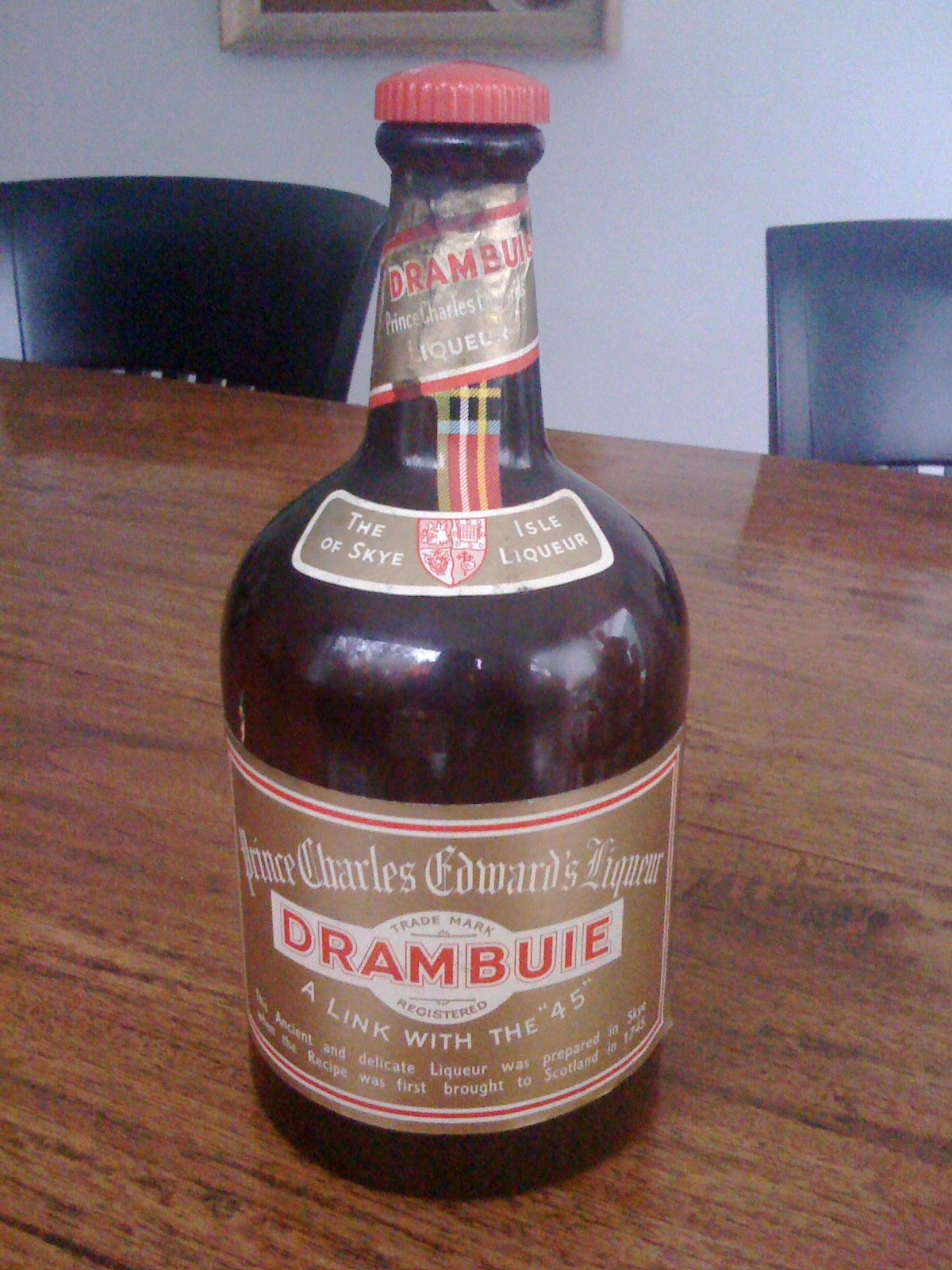
Бутылка с ликёром Drambuie

Драмбу́и (англ. Drambuie /dræmˈbuːi/) — ликёр, приготовленный из выдержанного шотландского виски с ароматом мёда, аниса, шафрана, мускатного ореха и различных трав. Содержание алкоголя — 40 %.
Выпускается семейной фирмой Маккинонов под Эдинбургом. В 1892 г. они зарегистрировали его как an dram buidheach, что в переводе с гэльского означает: «напиток, удовлетворяющий всем требованиям». С 1906 г. ликёр производится на продажу. Сегодня производством Драмбуи занимается компания «Уильям Грант и сыновья».
Состав: шотландский виски 15—17 летней выдержки, мёд, ароматические травы, сахар. Обладает естественным ароматом трав и мягким медовым вкусом. Данный ликёр на основе виски одинаково хорош как без добавок, но обязательно охлаждённый, так и в составе коктейлей и лонг-дринков.
Однако если напиток подаётся после еды, то напротив, его рекомендуется согреть в руке — и тогда по-настоящему раскрывается вся его необычайно богатая вкусовая палитра.